# ОШ „Драган Ђоковић Уча” Лађевци
ОШ „Драган Ђоковић Уча” је државна установа основног образовања у Лађевцима, на територији града Краљева.
Наставу похађа око 350 ученика. распоређених у 19 одељења. Поред матичне школе постоје и издвојена одељења у местима: Цветке, Милочај, Обрва, Тавник и Горњи Лађевци. 